# 阿托皮隆
阿托皮隆（西班牙語：Hato Pilón），是巴拿馬的城鎮，位於該國西北部，由恩戈貝-布格雷特區的米羅諾區負責管轄，面積43.7平方公里，海拔高度593米，2010年人口2,356，人口密度每平方公里53.9人。